# Hoshin Engi
Hoshin Engi (jap. 封神演義, Hōshin Engi) ist eine Manga-Serie des japanischen Zeichners Ryū Fujisaki, die auch als Anime-Serie umgesetzt wurde. Sie basiert lose auf dem chinesischen Roman der Ming-Dynastie Fengshen Yanyi, wobei hōshin engi die japanische Lesung des chinesischen Titels ist.

## Handlung
Die Geschichte spielt vor 3000 Jahren in China in einer Welt der Sennin (gottähnliche Zauberer, von chin. xianren), Doshi (Schüler der Sennin) und Sterblichen. Taikobo (chin. Taigong Wang) soll, um seine Ausbildung zum Sennin abzuschließen, 365 Sendo (Böse Zauberer) im Hoshin versiegeln, darunter auch Dakki (chin. Daji), die die Wurzel allen Übels im Reich der Yin-Dynastie ist. Sie hat Kaiser Chu (chin. Zhou) so verhext, dass er keinen eigenen Willen mehr hat. So hat Dakki die Macht über das Land bekommen und lebt ihre Grausamkeit und ihr Verlangen nach Luxus aus. Die Menschen im Land und die Bewohner der Nachbarstaaten, die sie überfallen und zu ihrer Unterhaltung hinrichten lässt, müssen unter ihr leiden.
So macht sich Taikobo mit seinem Reji (Fliegendes Wesen) Supushan auf den Weg, um die Seelen einzufangen und Dakki zu besiegen. Seine Macht wird wie die anderer Zauberer durch seinen Paopei bestimmt, einen magischen Gegenstand, der ihm besondere Fähigkeiten verleiht. Mit seinem Paopei „Götterbezwinger“ kann Taikobo die Magie anderer Zauberer beeinflussen. So gelingt es ihm zunächst, einen der Untergebenen Dakkis zu besiegen und dessen Seele zu versiegeln. Auch Dakkis große Schwester kann er im Kampf bezwingen und versucht, mit ihr als Geisel im Palast des Kaisers als Musiker einzuziehen. Dakki lässt ihn zunächst gewähren um ihre Schwester zu schützen. Doch kann sie schließlich selbst Supushan in ihren Bann bringen und so Taikobo besiegen. Der entgeht nur durch die Hilfe des Obersten Generals dem Tod, der die Herrschaft Dakkis auch Leid ist. Der mächtige Sennin Shinkohyo, der bisher an Dakkis Seite stand, rettet Taikobo gar Supushan.
Nun will sich Taikobo zunächst Verbündete suchen, ehe er sich erneut Dakki stellt. Auf seiner Reise trifft er Nataku, der als Paopei und künstlicher Mensch geboren wurde. Sein Vater hat ihn verstoßen und nach seinem Tod sein Grab zerstört. Nun nach seiner Wiedergeburt durch den Sennin Taiitsu will Nataku seinen Vater töten. Taikobo kann den Konflikt mit seinem Geschick im Umgang mit anderen Mensch lösen und Nataku klarmachen, dass er seine Eltern liebt. Taiitsu nimmt ihn daraufhin zum Training in die Welt der Sennin, auf dass Nataku in Zukunft zusammen mit Taikobo kämpfen kann. Nach weiterer Reise trifft Taibobo auf den Doshi Yozen, der sich beliebig verwandeln kann und für seine Zauberkünste berühmt ist. Er wurde von Taikobos Meister gesandt ihm zu helfen. Doch zunächst stellt Yozen ihm drei Aufgaben, die Taikobo lösen kann. Der davon überraschte Yozen zieht sich nach seiner Niederlage zunächst zum weiteren Training zurück, will Taikobo aber in Zukunft helfen.

## Veröffentlichungen

### Manga
Hōshin Engi erschien von 1996 bis 2000 im Magazin Weekly Shōnen Jump bei Shūeisha. Die Serie wurde auch zusammengefasst in 23 Bände veröffentlicht. Zwischen 2005 und 2006 erschien eine Neuausgabe, Hōshin Engi Kanzenban, im A5-Format in 18 Bänden, sowie 2016 und 2017 eine weitere im kompakteren A6-Format mit 12 Bänden. Von 2003 bis 2007 wurde sie in Deutschland bei Egmont Manga & Anime komplett herausgebracht. Eine englische Übersetzung erschien bei Viz Media, eine französische und eine niederländische bei Glénat und eine chinesische bei Tong Li Publishing.

### Anime
Die frei nach der Manga-Vorlage produzierte 26-teilige Anime-Serie Senkaiden Hōshin Engi (仙界伝封神演義) lief vom 3. Juli bis 25. Dezember 1999 auf dem japanischen Fernsehsender TV Tokyo.
In Deutschland wurde die Serie erstmals ab dem 7. Oktober 2001 auf Premiere World (Junior) unter dem Namen Soul Hunter – Im Auftrag der Unsterblichen, mit deutscher Synchronisation, ausgestrahlt. Anime Virtual veröffentlichte die TV-Serie in Deutschland auf VHS und DVD als deutsch untertitelte Originalfassung.
Im Juli 2017 wurde eine Neuverfilmung der Manga-Vorlage angekündigt. Hakyū Hōshin Engi (覇穹 封神演義) wurde von C-station animiert unter der Regie. Die 23 Folgen liefen vom 12. Januar bis 29. Juni 2018 auf Tokyo MX, sowie je am Folgetag auch auf Sun TV, KBS Kyōto, BS11 und AT-X. Crunchyroll streamte die Serie weltweit ausgenommen Asien als Simulcast unter anderem mit deutschen Untertiteln.

#### Synchronisation
| Rolle      | japanischer Sprecher (Seiyū) | japanischer Sprecher (Seiyū) | deutscher Sprecher |
| Rolle      | 1999                         | 2018                         | deutscher Sprecher |
| ---------- | ---------------------------- | ---------------------------- | ------------------ |
| Taikobo    | Hiro Yūki                    | Kenshō Ono                   | Ozan Ünal          |
| Supushan   | Yōichi Masukawa              | Takahiro Sakurai             | Hans Hohlbein      |
| Dakki      | Yumi Kakazu                  | Yōko Hikasa                  | Dascha Lehmann     |
| Nataku     | Kōki Miyata                  | Makoto Furukawa              | Hannes Maurer      |
| Kaiser Chu | Takehito Koyasu              | Daisuke Namikawa             | Marius Clarén      |